# Cercle d'habitació posttalaiòtic

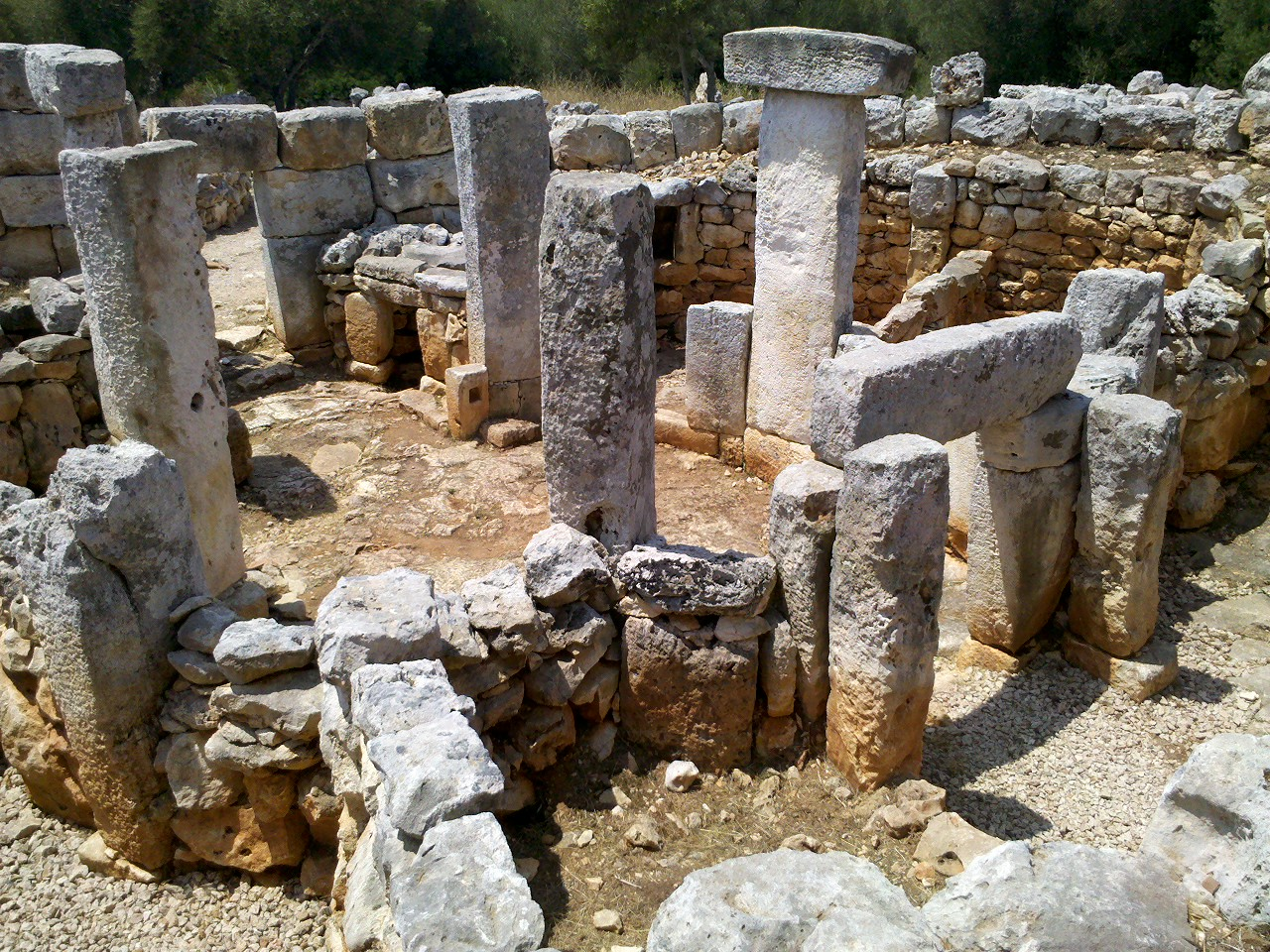
Vista de l'interior del Cercle Cartailhac a Torre d'en Galmés (Alaior, Menorca)

Els cercles d'habitació posttalaiòtics són el tipus d'habitatge característic del Talaiòtic final i exclusiu de Menorca, que es documenta a partir del 600-500 aC.(segona Edat del Ferro ). És l'estructura més excavada i documentada de la prehistòria menorquina. El seu nom prové de la seva planta circular i el va utilitzar per primera vegada Maria Lluïsa Serra Belabre.
Un dels primers autors que es va ocupar d'aquestes estructures va ser Joan Ramis i Ramis, a la seva obra Antigüedades célticas de la isla de Menorca, que és el primer llibre en castellà íntegrament dedicat a la prehistòria.

## Història de les investigacions
A. Vives Escudero i F. Hernández Sanz varen excavar els primers cercles talaiòtics l'any 1916. Els resultats d'aquesta intervenció mai varen ser publicats, però J. Hernández Mora (fill de F. Hernández Sanz) va assenyalar posteriorment (1943) que les estructures excavades pel seu pare podien correspondre a cases d'època Talaiòtica. Ja a la dècada dels anys 60 del segle xx, Maria Lluisa Serra va excavar als jaciments de Torelló i Sant Vicents d'Alcaidus; en ells va descobrir tot un seguit d'estructures que va descriure i va assenyalar com a cases, a les quals va donar el nom de cercles. A inicis del segle XXI un equip d'Amics del Museu de Menorca ha estat excavant diverses d'aquestes estructures a Torre d'en Galmés.

## Estructura i característiques
Aquesta construcció de tipologia ciclòpia es caracteritza per la seva planta circular - tot i que algunes poden tenir una forma més quadrangular - i els murs de doble parament del seu perímetre. Aquests murs són generalment diferents per cada cara: a l'exterior, una primera filada de pedres planes s'assenta sobre la roca mare formant un sòcol sobre el qual es col·loca una segona filada de grans lloses verticals i a continuació filades de pedres més petites fins a arribar al sostre; a la cara interna, el mur està construït amb pedres de mides mitjanes formant línies horitzontals. Entremig d'aquest mur hi ha tot un seguit de pilars que juntament amb els que estan situats al voltant del pati podrien formar part de la coberta de les estances.

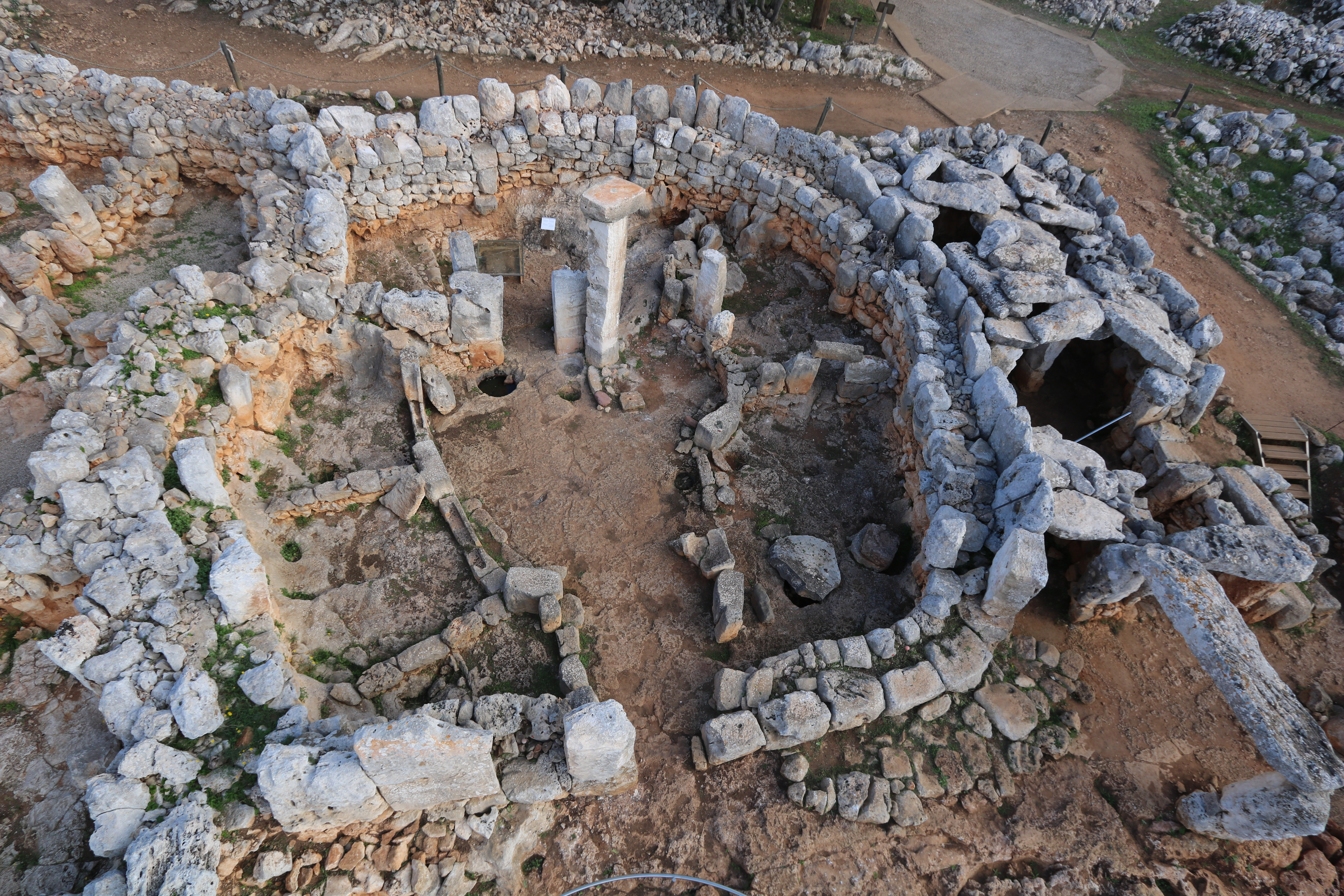
Imatge aèria del Cercle 6 de Torre d'en Galmés (Alaior, Menorca) on es pot veure la distribució interna dels espais

La distribució espacial de l'hàbitat s'estableix a partir d'un pati central descobert delimitat per cinc pilastres. En aquest pati es documenta un espai arrodonit, dedicat a la cuina, i en alguns casos una petita sitja segurament destinada a la captació d'aigua.
L'entrada a la casa es realitza a través d'un corredor que dona al pati i on, generalment, es localitzen dues petites estances de funció indeterminada. Un cop a l'interior del pati trobem, al nord, l'habitació més gran a la qual s'accedeix per una porta de llinda; segons sembla, es tracta de l'habitació destinada al descans dels habitants. S'hi documenta una estructura més elevada, un nivell de terra piconada a diferència de la resta d'estances i en alguns cercles s'ha documentat una mena de braser.

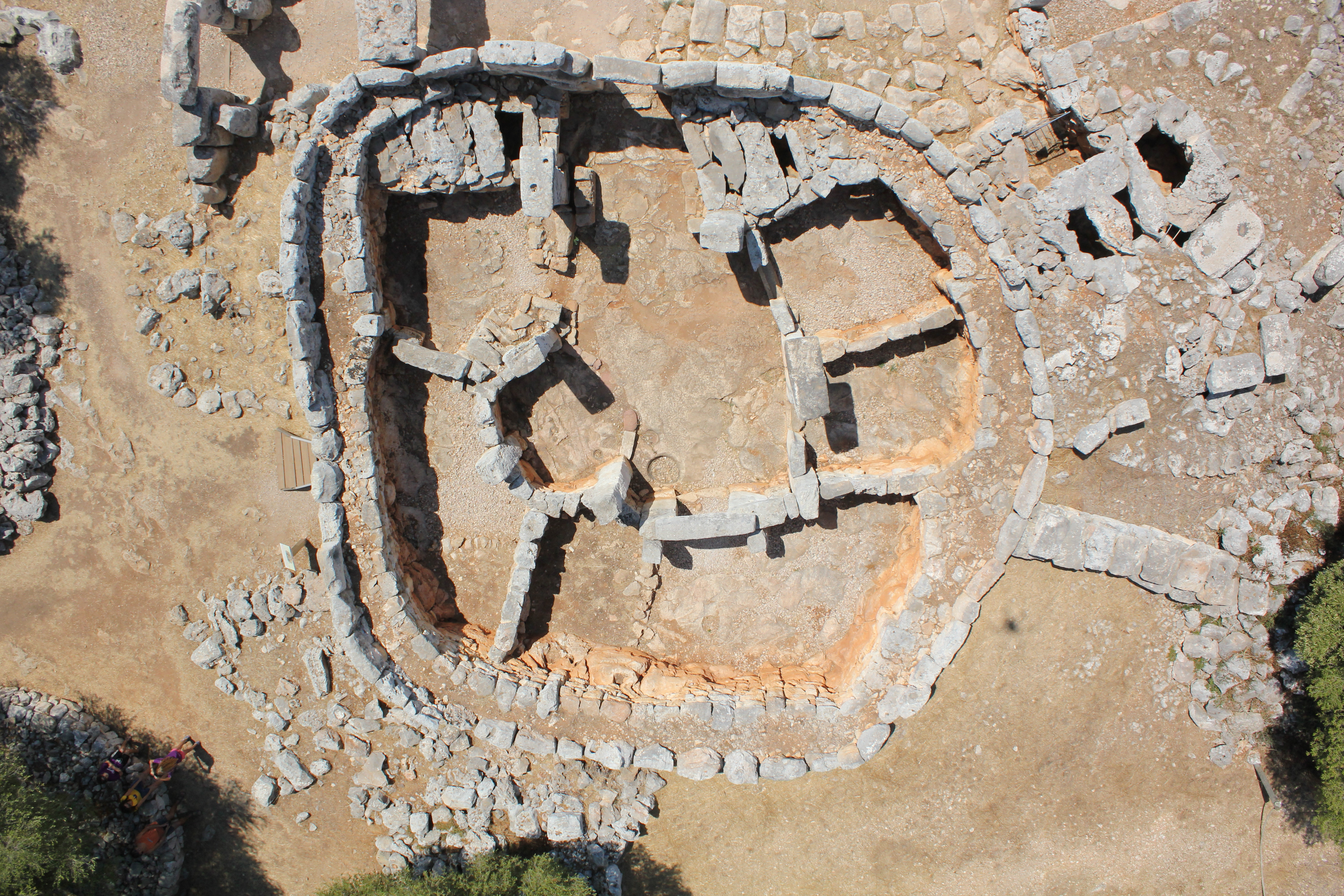
Fotografia aèria del Cercle Carthailac de Torre d'en Galmés (Alaior, Menorca) on es pot observar l'estructura dels cercles d'habitació

A l'oest, generalment sempre hi ha dues estances que podrien servir per a l'emmagatzematge de diferents materials o la producció de diferents manufactures. La zona est és la que presenta una morfologia més variada dins el registre arqueològic, però en general presenta dues habitacions contigües.
El sostre de la casa segurament estava format per un entramat de bigues de fusta que es recolzarien sobre els pilars i per sobre hi hauria una coberta vegetal, argila i pedres.

## El pati
Arran dels treballs arqueològics dels últims anyss'ha descobert que les unitats domèstiques talaiòtiques estaven formades generalment pel cercle i per un pati on es realitzaven diferents activitats. Tres son els patis excavats actualment a Torre d'en Galmés, i el que sorprèn és la seva variada morfologia. A diferència dels cercles no sembla que hi hagi estandardització pel que fa a la seva estructuració.
Pel que es pot observar es tracta d'un gran espai descobert en el qual se situen algunes estances que podrien estar destinades a la producció i processament d'aliments, a l'emmagatzematge, al resguard del bestiar, etc. També es detecta la presència dins aquestes àrees, del que s'anomena sala Hipòstila, cambres adossades generalment a les cases, que tot i no tenir una funcionalitat clara sembla que es destinarien a l'emmagatzematge.

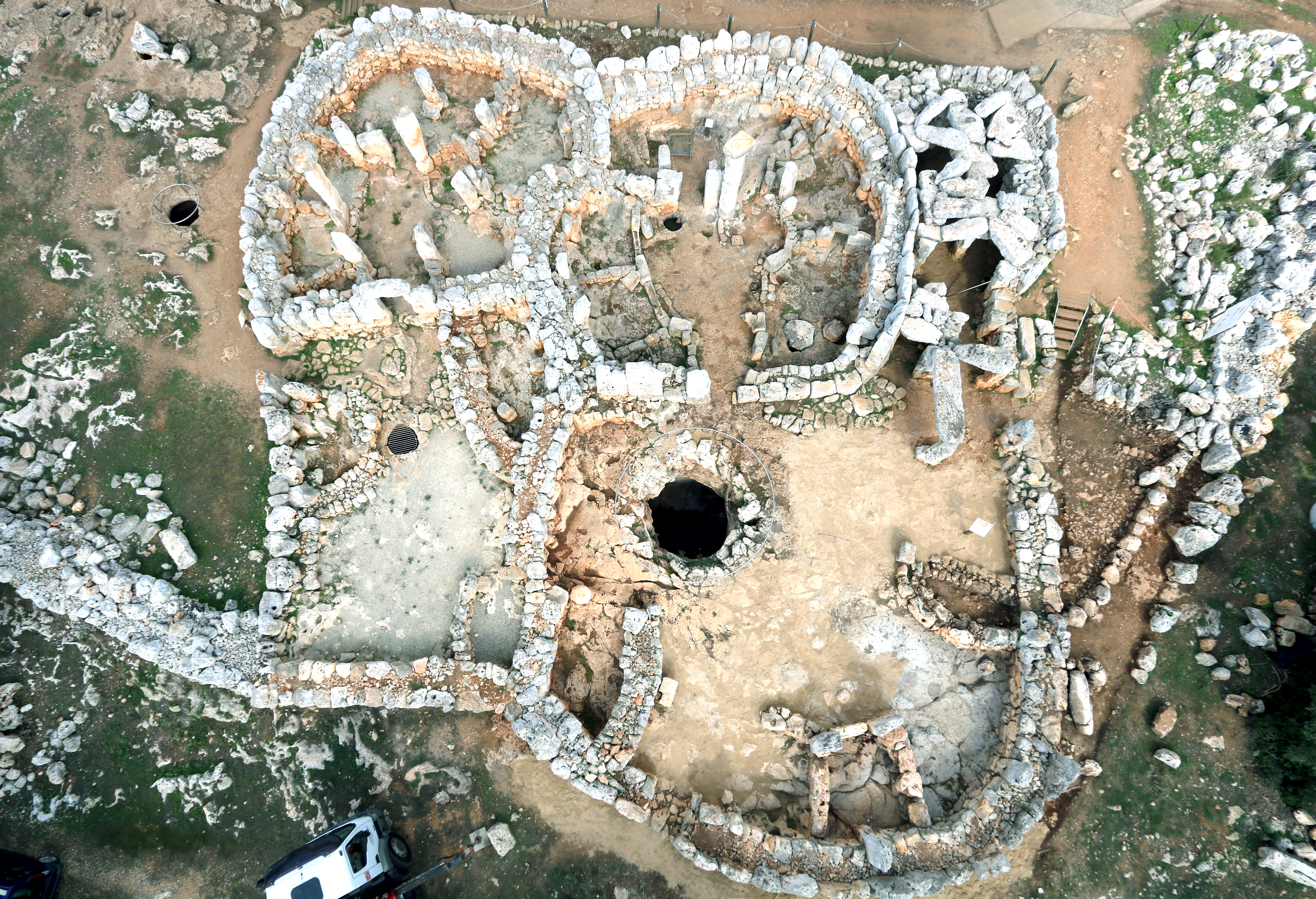
Fotografia aèria del Cercle 7 i 6 de Torre d'en Galmés (Alaior, Menorca) i els seus patis davanters

## Candidatura de la Menorca Talaiòtica a patrimoni mundial
Actualment, una selecció de jaciments prehistòrics de Menorca opten a ser declarats patrimoni de la humanitat per la UNESCO, sota el nom de Menorca Talaiòtica. Els jaciments en qüestió són: Necròpolis de Cala Morell, Naveta des Tudons, Es Castellàs des Caparrot de Forma, Ses Roques Llises, Trepucó, Poblat talaiòtic de Torralba d'en Salort, Cova des Càrritx, Taula de Torrellisar, Hipogeu de Torre del Ram, Hipogeus de Biniai Nou, Monument de na Comerma de sa Garita, Naveta de Biniac Oriental, Navetes de Rafal Rubí, Necròpolis i Es Castellet de Calescoves, Poblat de Son Mercer de Baix, Poblat talaiòtic de Binissafúller, Poblat talaiòtic de Montefí, Sa Cudia Cremada, Poblat talaiòtic de Sa Torreta, Poblat talaiòtic de Sant Agustí, Poblat talaiòtic de Torrellafuda, Poblat talaiòtic de Torretrencada, Sala hipòstila des Galliner de Madona, So na Caçana, Sepulcre de Son Olivaret, Talaiot de Torelló, Talaiot de Trebalúger, Poblat de Cala Morell, Torre d'en Galmés, Cornia Nou

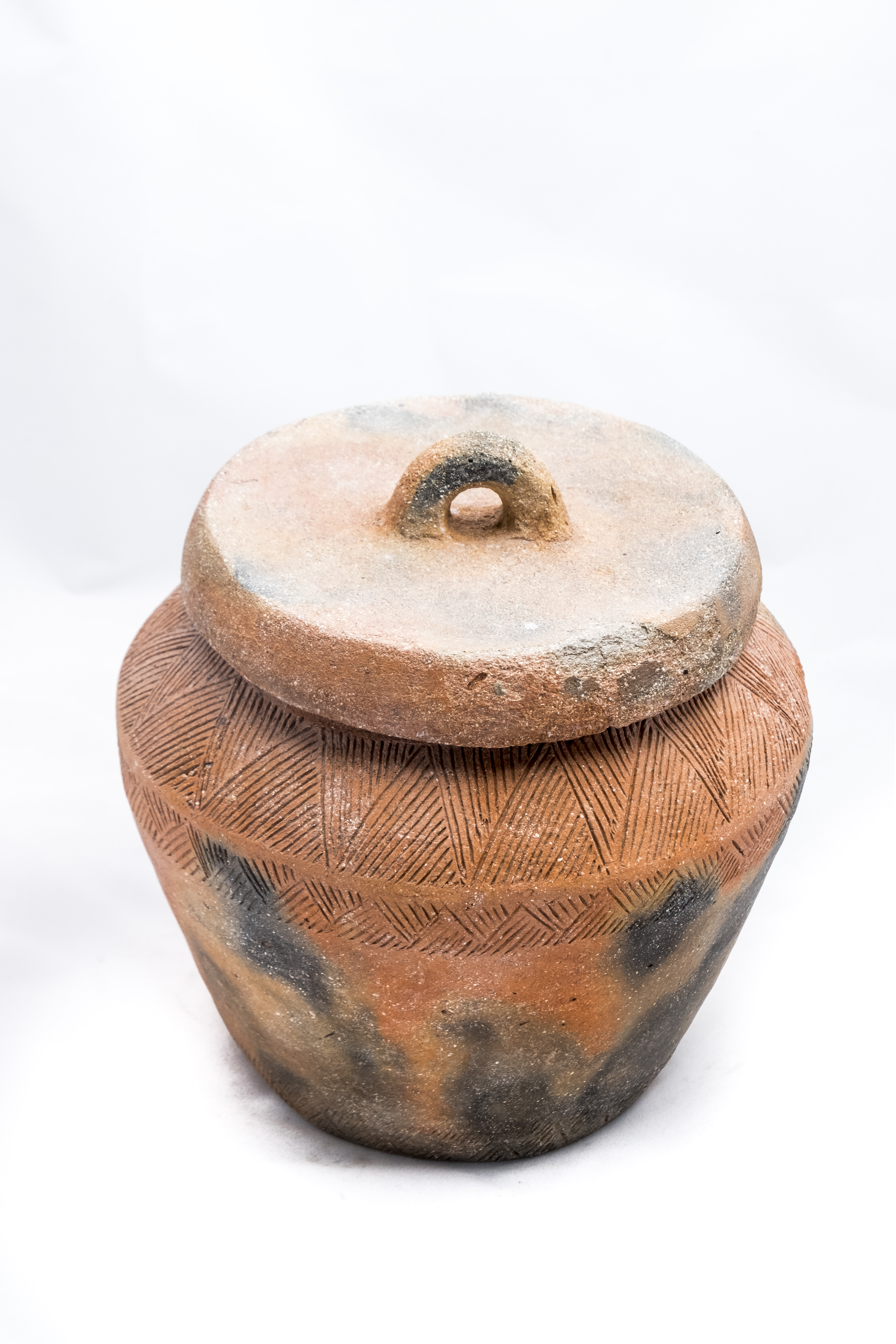
Vas troncocònic amb tapadora d'ús domèstic trobat al Cercle 7 de Torre d'en Galmés (Alaior, Menorca). Museu de Menorca